# Viidaleppia quadrifulta
Viidaleppia quadrifulta là một loài bướm đêm trong họ Geometridae.